# Осипенков, Леонид Сергеевич
Леонид Сергеевич Осипенков (август 1925, Старый Крупец, Смоленская губерния — 23 марта 1945) — стрелок 1109-го стрелкового полка 330-й стрелковой дивизии, 70-й армии 2-го Белорусского фронта, ефрейтор — на момент представления к награждению орденом Славы 1-й степени.

## Биография
Родился в августе 1925 года в деревне Старый Крупец (ныне — Рославльского района Смоленской области). Образование неполное среднее. Работал в колхозе.
В период оккупации в течение 2 лет был в партизанском отряде проводником.
В Красной Армии с сентября 1943 года. Участник Великой Отечественной войны с октября 1943 года. Сражался на 1-м и 2-м Белорусских фронтах. Принимал участие в освобождении Белоруссии, Польши.
Стрелок 1109-го стрелкового полка красноармеец Леонид Осипенков на левом берегу Августувского канала в районе 10 километров юго-западнее населенного пункта Августув 5 августа 1944 года при отражении вражеской контратаки уничтожил более десяти противников и троих пленил.
Приказом по 330-й стрелковой дивизии от 30 августа 1944 года за мужество и отвагу, проявленные в боях, красноармеец Осипенков Леонид Сергеевич награждён орденом Славы 3-й степени.
8 февраля 1945 года стрелок 1109-го стрелкового полка ефрейтор Леонид Осипенков в бою у населенного пункта Лихтенхайн истребил свыше десяти и пленил несколько противников.
Приказом по 70-й армии от 7 марта 1945 года за мужество и отвагу, проявленные в боях, ефрейтор Осипенков Леонид Сергеевич награждён орденом Славы 2-й степени.
6 марта 1945 года Леонид Осипенков в числе первых форсировал реку Вуппер, занял удобную позицию и огнём прикрывал переправу батальона.
7 марта 1945 года в бою за населенный пункт Альт-Кольциглов сразил свыше десяти пехотинцев и подавил огонь двух вражеских пулеметов.
Указом Президиума Верховного Совета СССР от 29 июня 1945 года за образцовое выполнение заданий командования в боях с немецко-вражескими захватчиками ефрейтор Осипенков Леонид Сергеевич награждён орденом Славы 1-й степени, став полным кавалером ордена Славы.
В последующих боях был тяжело ранен в бою, умер от ран 23 марта 1945 года. Первичное место захоронения Польша, д. Помичи, северо-западная окраина, северо-западнее м. Цукау.
Награждён орденами Славы 1-й, 2-й и 3-й степени, медалью «За отвагу».